# Bán kính Mặt Trời
| Giá trị của {\displaystyle 1\,R_{\odot }} | Đơn vị        |
| ----------------------------------------- | ------------- |
| 6,957x108                                 | mét           |
| 695.700                                   | km            |
| 0,0046505                                 | AU            |
| 432.287,938                               | dặm Anh       |
| 7353554802309×10−8                        | LY            |
| 2254609977396×10−8                        | parsec        |
| 2.3206054102935                           | Giây ánh sáng |

Trong thiên văn học, bán kính Mặt Trời (ký hiệu R{\displaystyle {\odot }}) là một đơn vị độ dài được sử dụng để biểu thị kích thước của các ngôi sao. Nó tương đương với bán kính hiện tại của Mặt Trời. Giá trị của nó bằng:
{\displaystyle 1\,R_{\odot }=6.957\times 10^{8}\,{\hbox{m}}=0.0046505{\hbox{AU}}} ({\displaystyle {\hbox{AU}}}).
Bán kính Mặt Trời xấp xỉ 695.700 km hay 432.288 dặm Anh hay khoảng 110 lần bán kính Trái Đất hoặc khoảng 10 lần bán kính của Sao Mộc.
Bán kính Mặt Trời trên thực tế dao động một chút tính theo chiều từ cực tới xích đạo do chuyển động tự quay của nó, tạo ra một độ bẹt cỡ khoảng 10 phần triệu.